# Kirill Petrenko
Kirill Garrievič Petrenko (in russo Кирилл Гарриевич Петренко?; Omsk, 11 febbraio 1972) è un direttore d'orchestra russo naturalizzato austriaco.
È conosciuto principalmente come direttore stabile dei celebri Berliner Philharmoniker. Nel 2015 Bachtrack l’ha inserito nella classifica dei migliori direttori d’orchestra viventi.

## Biografia
A 18 anni emigra nel Vorarlberg in Austria dove il padre suona nell'Orchestra Sinfonica.
Petrenko studia al Conservatorio di Feldkirch e continua all'Università per la musica e le arti interpretative di Vienna con Uroš Lajovic.
Nel 1995 dirige The Little Sweep di Benjamin Britten nel Vorarlberg.
Dal 1997 al 1999 dirige alla Wiener Volksoper e dal 1999 al 2002 è il direttore musicale a Meiningen (Germania).
Il 27 dicembre 2001 debutta alla Wiener Staatsoper con Il flauto magico.
Dal 2002 al 2007 è il direttore musicale della Komische Oper Berlin.
Nel 2003 in luglio debutta all'Opéra National de Paris dirigendo Don Giovanni, in settembre alla Royal Opera House, Covent Garden di Londra con Madama Butterfly con Nancy Fabiola Herrera e Thomas Allen, in ottobre alla Bayerische Staatsoper con La dama di picche con Josephine Barstow ed in dicembre al Metropolitan Opera House di New York con La vedova allegra con Susan Graham e Bo Skovhus.
A Vienna nel 2004 dirige Rigoletto con Andrea Rost ed al Metropolitan nel 2005 Ariadne auf Naxos con Violeta Urmana, Diana Damrau, la Graham ed Allen.
Al Covent Garden nel 2006 dirige Il castello di Barbablù ed Erwartung di Arnold Schönberg, al Met nel 2007 Il flauto magico con la Damrau ed a Vienna nel 2008 Ariadne auf Naxos con Edita Gruberová.
Nel 2009 torna alla Bayerische Staatsoper con Jenůfa con Helga Dernesch ed a Londra con Il cavaliere della rosa con Allen.
Nel 2010 a Vienna Eugenio Onegin con Dmitrij Chvorostovskij e Ferruccio Furlanetto e nel 2012 al Met dirige Chovanščina.
Al Festival di Bayreuth debutta nel 2013 con L'oro del Reno, La Valchiria, Sigfrido ed Il crepuscolo degli dei.
Sempre nel 2013 alla Bayerische Staatsoper dirige La donna senz'ombra e Tosca con il tenore Massimo Giordano e diventa il direttore musicale della Bayerisches Staatsorchester.
Nel 2014 alla Bayerische Staatsoper dirige Eugenio Onegin, Il cavaliere della rosa e Die Soldaten di Bernd Alois Zimmermann, a Vienna Il cavaliere della rosa e vince l'International Opera Awards.
Nel 2015 alla Bayerische Staatsoper dirige Lucia di Lammermoor con la Damrau e Luca Salsi, L'oro del Reno, La Valchiria, Sigfrido, Il crepuscolo degli dei, Lulu con Skovhus, Ariadne auf Naxos e Il pipistrello con Skovhus ed al Théâtre des Champs-Élysées di Parigi Ariadne auf Naxos con Jonas Kaufmann.
Nel 2016 alla Bayerische Staatsoper dirige I mastri cantori di Norimberga.
Nel giugno 2015 i Berliner Philharmoniker, a  sorpresa, hanno annunciato che Kirill Petrenko avrebbe sostituito Simon Rattle come loro direttore musicale dalla stagione 2019-2020.
Nell'agosto 2019 inaugura la sua prima stagione a Berlino come direttore musicale (2019/2020) con l'esecuzione della Sinfonia n. 9 di Beethoven in un concerto gratuito davanti alla Porta di Brandeburgo.

## Discografia
- Pfitzner: Palestrina - Peter Bronder/Michael Nagy/Franz Mayer/Alfred Reiter/Frank van Aken/Sungkon Kim/Frankfurt Opera and Museum Orchestra & Chorus/Kirill Petrenko/Wolfgang Koch/Magnus Baldvinsson/Peter Marsh/Dietrich Volle/Katharina Magiera/Richard Cox/Hans-Jurgen Lazar/Johannes Martin Kränzle/Britta Stallmeister/Claudia Mahnke, 2012 Oehms
- Suk: Ripening - Tale of Winter's Evening - Berlin Comic Opera Orchestra/Kirill Petrenko, 2008 CPO